# Evangelische Kirche Bischmisheim

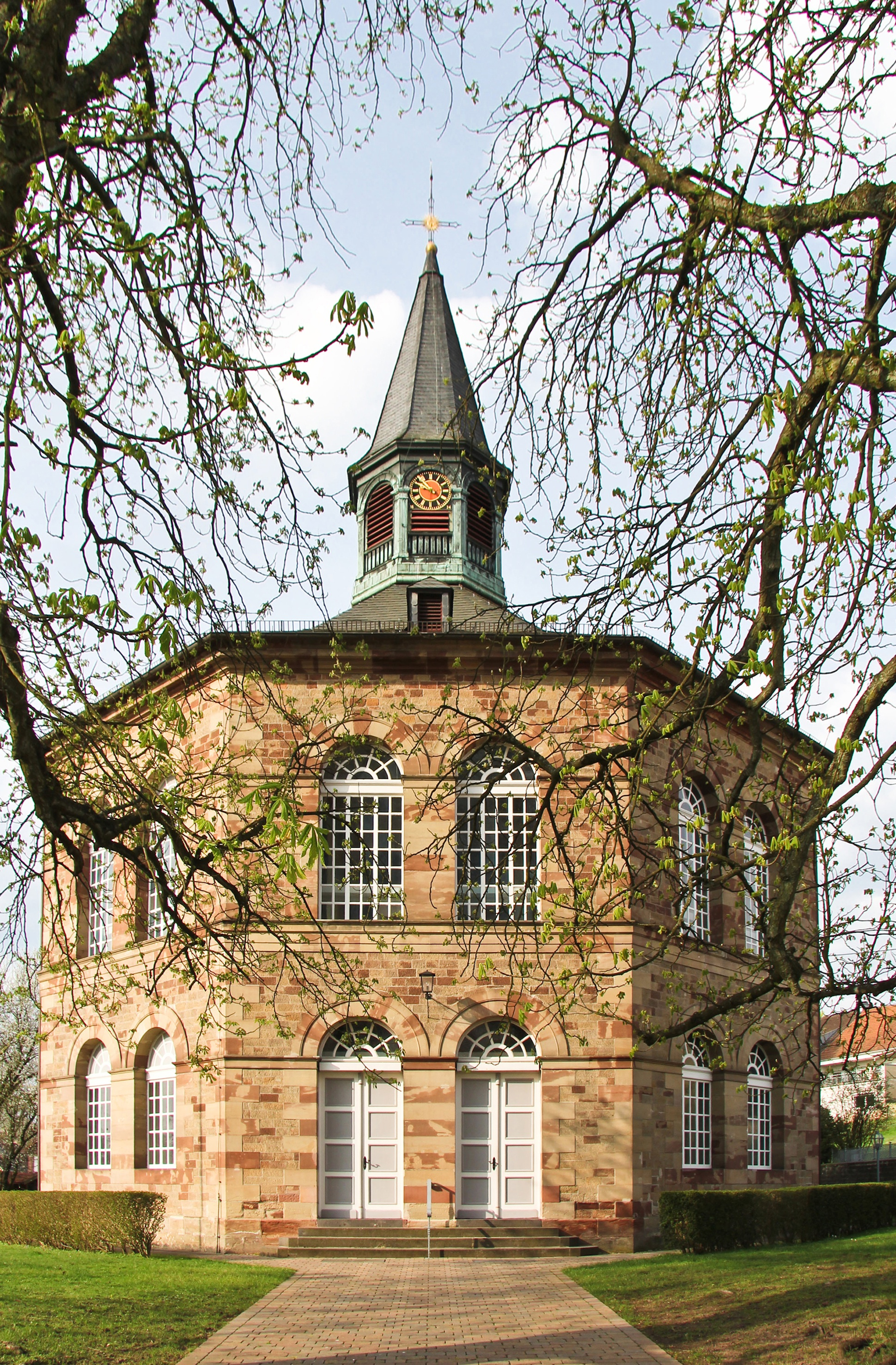
Hauptansicht, Eingang

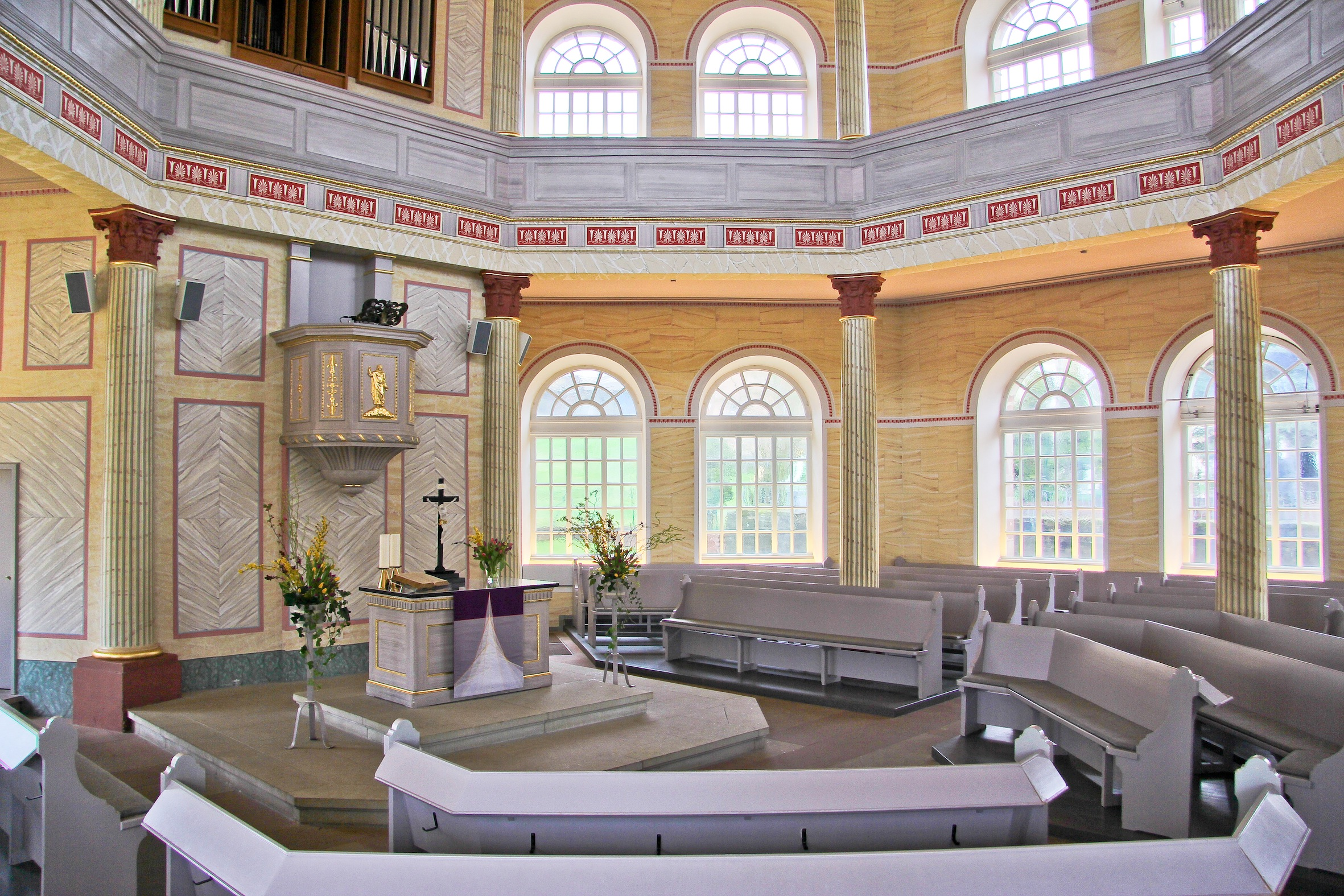
Innenansicht der Schinkelkirche

Die Evangelische Kirche Bischmisheim (auch: Schinkelkirche Bischmisheim) in der Kirchstraße 1 im Saarbrücker Stadtteil Bischmisheim steht als Einzeldenkmal unter Denkmalschutz und gilt als herausragendes Werk des Klassizismus in Südwestdeutschland.
Dieser achteckige Kirchenbau fällt aus dem Rahmen der üblichen längsrechteckigen Dorfkirchen im Saarland. Der oktogonale Entwurf von 1821 stammt von Karl Friedrich Schinkel, dem Baumeister des Königs Friedrich Wilhelm III. von Preußen und Oberbaurat in der Oberbaudeputation in Berlin, zuständig für die Überprüfung von Bauanträgen u. a. auf ihre Ästhetik. Gegen den Widerstand der Gemeinde entstand der Bau zwischen 1823 und 1824, die Einweihung erfolgte am 3. August 1824 (Geburtstag des Königs).
Dieser klassizistische Kirchenbau entstand in Schinkels fruchtbarster Schaffensphase: Neue Wache (1816–1818), Schauspielhaus (1818–1821), Altes Museum (1822 geplant, 1824–1830 ausgeführt). Anhand von Schinkels eigenen Kriterien aus seinen Lehrtexten kann man diesen Kirchenbau als Idealbau einer evangelischen Dorfkirche bezeichnen. Diese Hochphase seines Wirkens bezeichnete gleichzeitig aber auch einen Kipp-Punkt, denn in dieser Phase begann er bei König Friedrich Wilhelm III. in Ungnade zu fallen. So ist die Dorfkirche von Bischmisheim als „Idealbau“ dieses Genres aufgrund eines Verbots durch den König, künftig Dorfkirchen als Zentralbauten zu konzipieren, gleichzeitig auch sein letzter Kirchenbau dieser Art.

## Geschichte
Die erste Kirche des Ortes gehörte den Bischöfen von Reims. Im 12. Jahrhundert übertrug die Abtei St. Remi die Reimser Ostgebiete, darunter auch Bischmisheim, zunächst an das Kloster Kusel und dann an die Propstei St. Remigiusberg; sie blieb aber in Reimser Besitz, wie aus dem Faktum abgeleitet werden kann, dass die Abtei St. Remi in einem Weistum aus dem 15. Jahrhundert immer noch als Besitzer des Remigiuslandes und somit auch von Bischmisheim erscheint. 1524 kam der Ort dann zur Grafschaft Nassau-Saarbrücken, das Recht zur Kollatur erhielten die Junker von Kerpen in Illingen.

## Vorgängerkirche
Belegt ist eine Kirche erst im Jahr 1332 in Bischmisheim, es muss sich um eine mittelalterliche Wehrkirche mit einem vorgelagerten Turm gehandelt haben. Aus einer 1763 neu angefertigten Flurkarte geht hervor, dass es eine Rechteckkirche mit einem angebauten Turm gegeben hat. Diese Kirche war zu Beginn des 19. Jahrhunderts so baufällig, dass die Gemeinde sich 1809 an das unter französischer Verwaltung stehende Locale Consistorium in Saarbrücken wandte und um den Neubau einer Kirche ersuchte.
Im Jahr 1813 war das Gebäude derart baufällig, dass es polizeilich geschlossen werden musste. Daraufhin reparierte man es notdürftig.
1818 hatte sich nach der schweren Kriegszeit die politische Lage geändert, Preußen hatte die Herrschaft über einen Teil des Saarlandes übernommen. 1819 fertigte der Baumeister Johann Adam Knipper der Jüngere einen neuen Entwurf an, der der alten Kirche ähnlich war: Ein Langhaus mit angebautem Turm.
Der Antrag zur Genehmigung durchlief verschiedene behördliche Stationen, bis er letztlich durch geringe Änderung akzeptiert wurde. Da mit dem Finanzierungsbeitrag der Kommune und zusätzlichen Eigenleistungen der Kirchenmitglieder die Kosten noch nicht gedeckt werden konnten, wurde ein Gesuch an den König von Preußen gerichtet, mit der Bitte um finanzielle Hilfe. Dieser stellte einen Betrag von 1500 Talern in Aussicht, knüpfte daran die Bedingung zur Einsichtnahme der Bau- und Finanzierungspläne sowie ein Gutachten hinsichtlich der Notwendigkeit des Kirchenneubaus.  Letztlich erhielt die Gemeinde nur 1200 Taler.

## Neubau der Kirche in Bischmisheim
Die Pläne Knippers wurden am 26. Mai 1821 nach Berlin eingereicht und gelangten so in der entsprechenden Behörde, der Oberbaudeputation, in die Hände von Karl Friedrich Schinkel.
Schinkel, zuständig u. a. für die Ästhetik, verwarf den Entwurf Knippers und entwickelte einen eigenen, völlig neuen Plan mit dem Datum vom 17. Juli 1821, nachdem er bereits 1814 einen Entwurf für einen oktogonalen Kirchenbau, die Dorfkirche Glienicke (Heiligengrabe) angefertigt hatte.

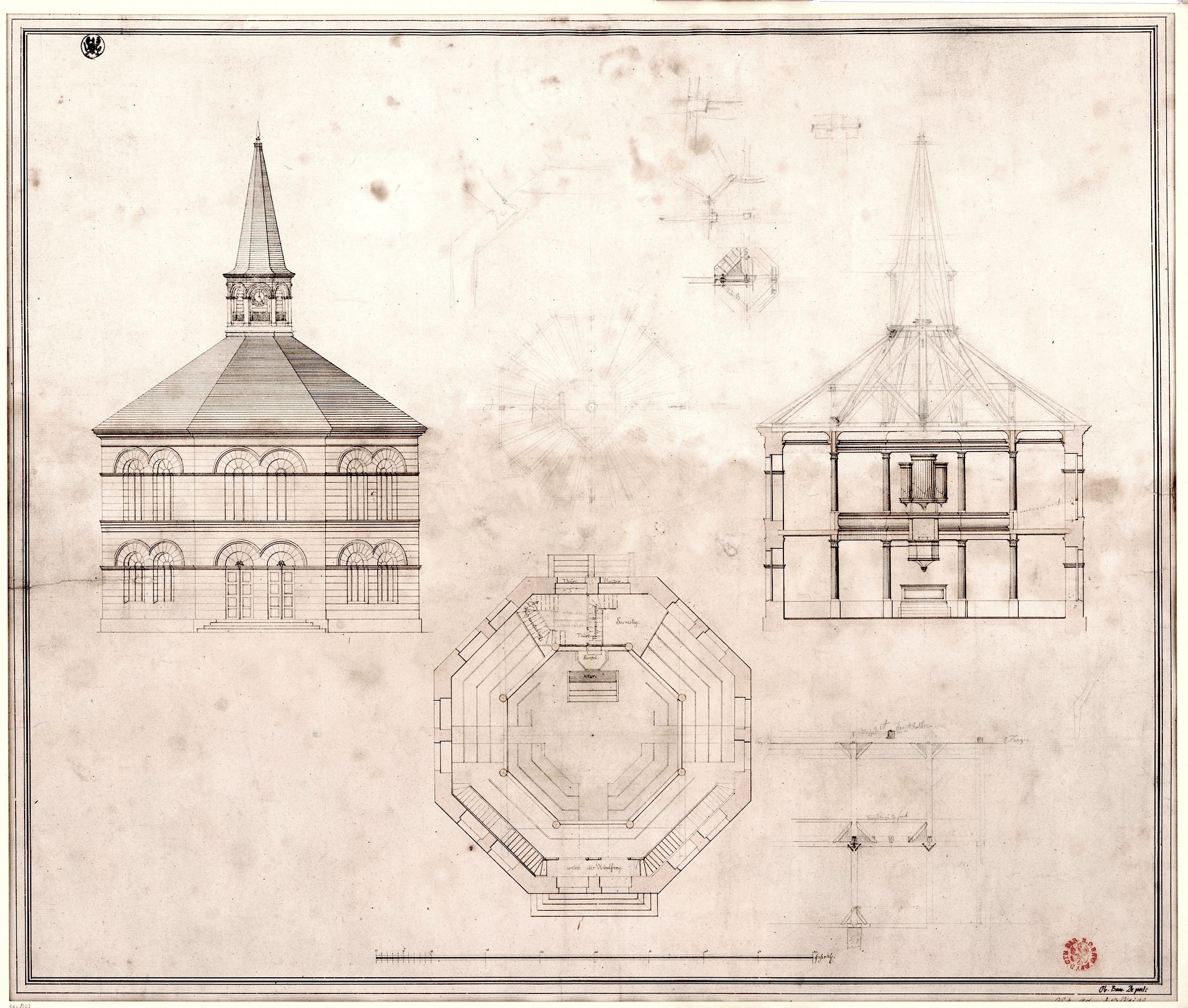
Entwurf von K. F. Schinkel

Er zeichnete einen Bauplan mit Aufriss, Schnitt und Grundriss, dazu erläuterte er ausführlich in einem Brief seine Entscheidungen für diesen ungewöhnlichen achteckigen Kirchenbau.  Seine Kriterien waren vor allem ökonomische, gottesdienstbedeutsame und ästhetische.
Aufgrund einer unverständlich langen Zeit, die Schinkels Antwort mit seinen Plänen nahm, wurde die Gemeinde in Bischmisheim unruhig und begann Anfang Februar 1822, die baufällige Kirche abzureißen und die Fundamentierung der neuen Kirche nach Knipperplänen vorzunehmen, in der Annahme, dass der Bau schon nahezu von den zuständigen örtlichen Behörden genehmigt war.
Als Anfang März die Unterlagen aus Berlin endlich eintrafen, löste das einen Sturm der Entrüstung in Bischmisheim aus. Eine solch ungewöhnliche Kirche, die es nirgendwo in der näheren und weiteren Umgebung gab, lehnte man vehement ab.
Der zuständige Landrat in Saarbrücken hatte den Beteiligten erklärt, dass man ohne die Billigung der Pläne aus Berlin weder das königliche Geldgeschenk noch eine neue Kirche bekommen würde. Er befürwortete das „achteckige, weit schönere und zweckmäßigere Project“.
Knipper arbeitete die Schinkelpläne aus: Anstelle des Putzbaus mit Ziegeldeckung schlug er den heimischen Buntsandstein als Baumaterial und eine Schieferdeckung für das Dach vor, weil das hochwertigere Material in der Umgebung vorhanden war. Das wurde von Schinkel begrüßt, sofern die Finanzierung es erlaube.

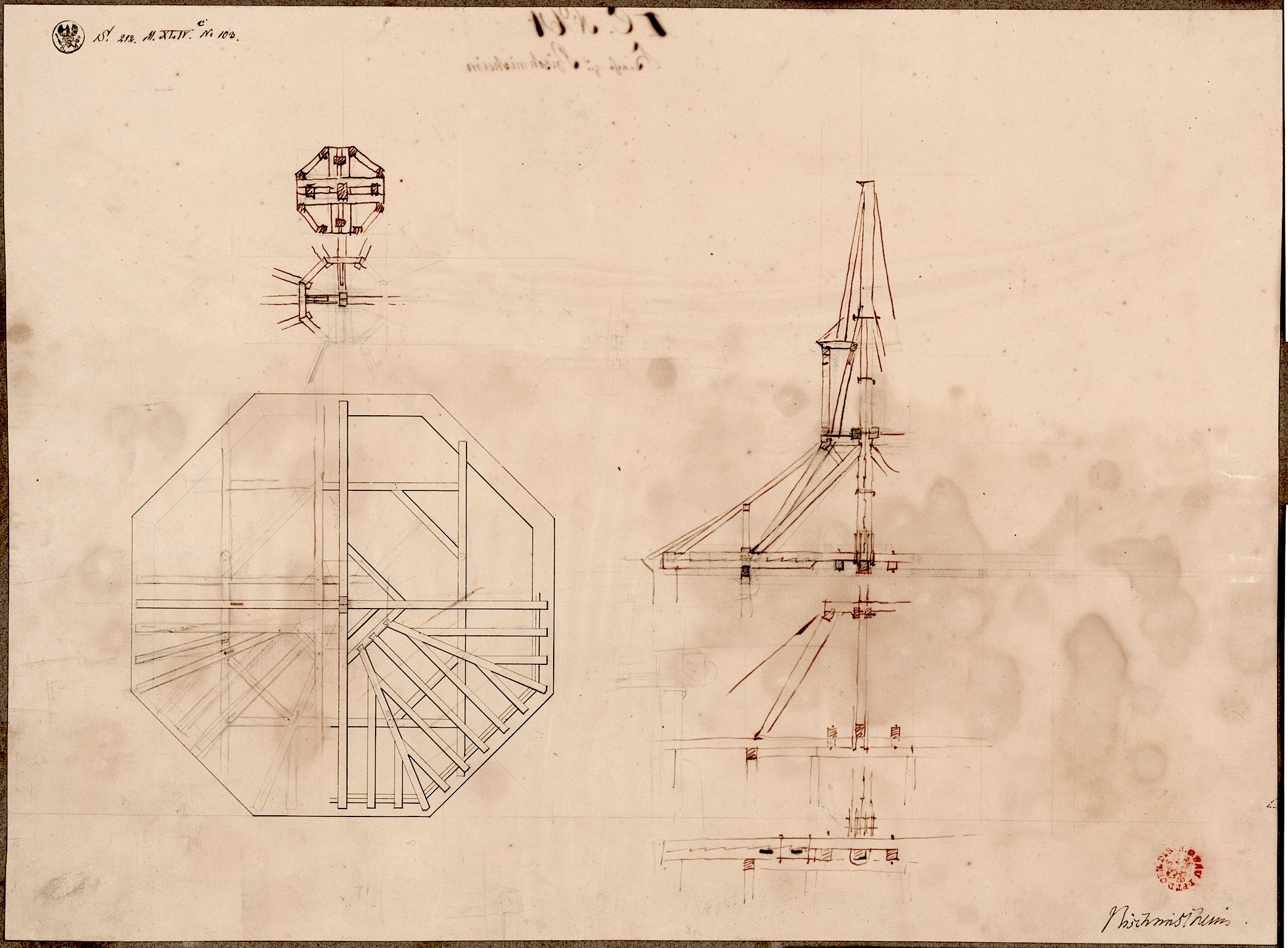
Dachkonstruktion, Zusatzzeichnung von Schinkel

Zur Dachkonstruktion reichte Schinkel noch eine weitere Skizze mit einem Erläuterungsschreiben nach (13. Mai 1822). Diese Anweisungen sind dann sehr wahrscheinlich von Knipper nicht umgesetzt worden, wie sich aus Unterlagen aus den 1920er Jahren herausstellen sollte.
Als eigene Entwürfe brachte J. A. Knipper den Altar und die Kanzel ein.
In dem Schreiben vom 4. Januar 1823 erteilte Schinkel die letzte Genehmigung zu dem mit 8021 Talern, 21 Groschen und 4 Pfennigen veranschlagten Bauvorhaben mit der Bemerkung: „fleißig bearbeitet und... weiter nichts zu erinnern.“  Im Frühjahr 1823 konnte mit dem Bau der Kirche begonnen werden, am 3. August 1824 wurde sie eingeweiht.

## Restaurierungsgeschichte
Seit ihrer Entstehung hat die Kirche viele Instandsetzungsarbeiten überstehen müssen, bedingt durch den ungewöhnlichen Zentralbau und durch besondere Sparmaßnahmen seitens des ausführenden Bauunternehmers Knipper, wie aus den erhaltenen Akten in den verschiedenen Archiven ersichtlich wird. Insbesondere war das Dach aufgrund seiner Konstruktion besonders schadensanfällig. Letztlich konnten jedoch die Mängel erst durch den Einsatz verbesserter technischer Mittel dauerhaft beseitigt werden.
Kaum ein halbes Jahr nach Fertigstellung der Kirche gab es schon erhebliche Schäden am Dach, wodurch auch die Orgel in Mitleidenschaft gezogen wurde.
Immer wieder musste sie repariert werden, bis sie schließlich 1888 durch eine neue Orgel von dem Orgelbauer Euler aus Gottesbüren ersetzt wurde.
Der Dachreiter mit dem Geläut stellte gleichermaßen ein ständig wiederkehrendes Problem dar, das man zwischenzeitlich mit einem separaten Glockenturm neben der Kirche hatte lösen wollen. Diese Idee gelangte nicht zur Ausführung.
1896 war der Innenraum verputzt und weiß gestrichen worden, er wird zuvor nur steinsichtig gewesen sein, Säulen und Emporen hatten einen zeittypisch marmorisierten Anstrich.
1898/99 Renovierung durch Bauinspektor Hausmann, vier der acht Eichensäulen im Kirchenraum wurden durch Sandsteinsäulen ersetzt, jeweils die beiden hinter dem Altar und am Eingang.
1904 kam es statt einer die Kirche verunstaltenden Umgestaltung des Portals zum Einbau eines Windfangs hinter der Eingangstür. Windfang, Treppen, der Wandsockel und die Bänke wurden braun gestrichen.
In der Mitte der 1920er Jahre begann allgemein eine Sensibilisierung für den Denkmalschutzgedanken. In dieser Zeit hatte man 1926 die Baupläne von Karl Friedrich Schinkel zur Bischmisheimer Kirche in Berlin wiederentdeckt, nachdem sie in den hundert Jahren zuvor in Vergessenheit geraten waren. Damit wurde in Bischmisheim der Architekt der Kirche – Karl Friedrich Schinkel, inzwischen einer der berühmtesten Baumeister des 19. Jahrhunderts – bekannt. Gleichzeitig erfuhr man in Berlin erst jetzt, dass Schinkels Baupläne umgesetzt worden waren.

Als 1927 Reparaturen anstanden, sollte das Gebäude – mittlerweile unter Denkmalschutz – nach den Originalplänen von Schinkel restauriert werden. Aus den Arbeiten für ein neues Läutewerk entwickelten sich umfangreiche Reparaturen an Dach, Turm, Fenstern, Orgel und Heizung. Architekt C. Schlück aus Saarlouis wurde mit den Arbeiten betraut. In seinen Gutachten traten die Mängel zutage, die wohl auf die Einsparungen Knippers zurückzuführen waren. Es stellte sich heraus, dass die Dachkonstruktion nicht nach Schinkels Zusatzzeichnung und dazugehörigem Erläuterungsschreiben errichtet worden war, außerdem, dass Knipper die Kapitelle aus der Schinkelzeichnung nur als einfache Zimmerkonstruktion hatte herstellen lassen. 

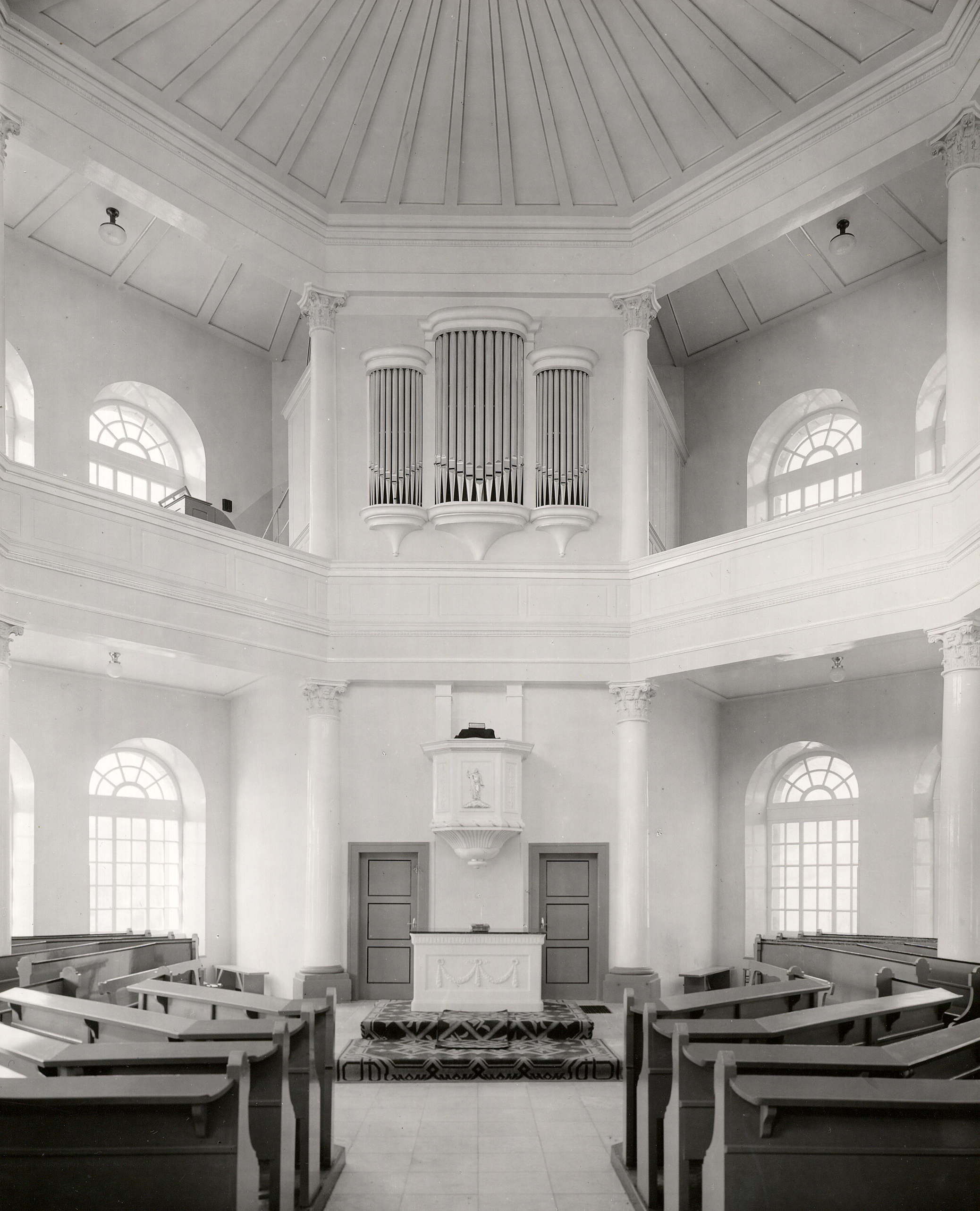
Innenansicht um 1930 mit Schwenkedel-Orgel

In der Technik vorangeschritten, erhielt das Kirchendach mit dem Dachreiter eine Stahlkonstruktion unter Wahrung der alten Dachform. Damit wurde die gesamte Dachkonstruktion freitragend; sie lag nur noch auf den Außenmauern auf, und die Säulen verloren somit ihre tragende Funktion. Der Kern der Decke wurde aus Stahlträgern hergestellt, die Oberseite mit Zementdielen abgedeckt, und zum Kirchenraum wurde sie mit Holzprofil verkleidet.  Diese Veränderungen führten bei dem Dachproblem zu einer sicheren Lösung. Während dieser Arbeiten wurden die Schinkelzeichnungen sehr genau studiert, so dass der Dachreiter und alle anderen Elemente, die man auf der Zeichnung erkennen konnte, jetzt z. T. wohl erstmals die von Schinkel vorgesehene Gestalt erhielten.  Die Farbfassung des Innenraums erfolgte in Stahlblau. Da die Reparatur der alten Orgel zu teuer geworden wäre, bestellte man bei der Firma Schwenkedel eine neue, die dritte seit der Erbauung. Am 23. Juni 1929 wurde die Kirche neu eingeweiht.
Aufgrund der unvorhergesehenen großen Baumaßnahmen geriet die Gemeinde in enorme Finanzierungsprobleme, die z. T. dramatische Ausmaße annahmen, hinzu kamen ideologische Schwierigkeiten durch die politische Situation, durch Arbeitslosigkeit, Kirchenaustritte und kirchenfeindliche Agitationen. Auch in den Akten während des Zweiten Weltkrieges spiegelt sich die Dramatik der Zeit.
Im Herbst 1939 und Anfang 1945 erlitt die Kirche Beschädigungen durch Granatsplitter.
Dadurch und aufgrund fehlender Sofortmaßnahmen nahm die Orgel erheblichen Schaden. Im Jahr 1951 restaurierte Lothar Hinz die Orgel, wobei die äußere Gestaltung sowie die Disposition des Werkes eine Veränderung erfuhren. Diese Arbeiten geschahen im Zuge einer Kirchenrenovierung, die Bauleitung hatte Architekt Rudolf Krüger. Die Innenraumfassung erhielt eine elfenbein-hellgraue Farbe.

1967 erfolgte eine Renovierung durch den Architekten Baurat Heinrich Otto Vogel aus Trier. 

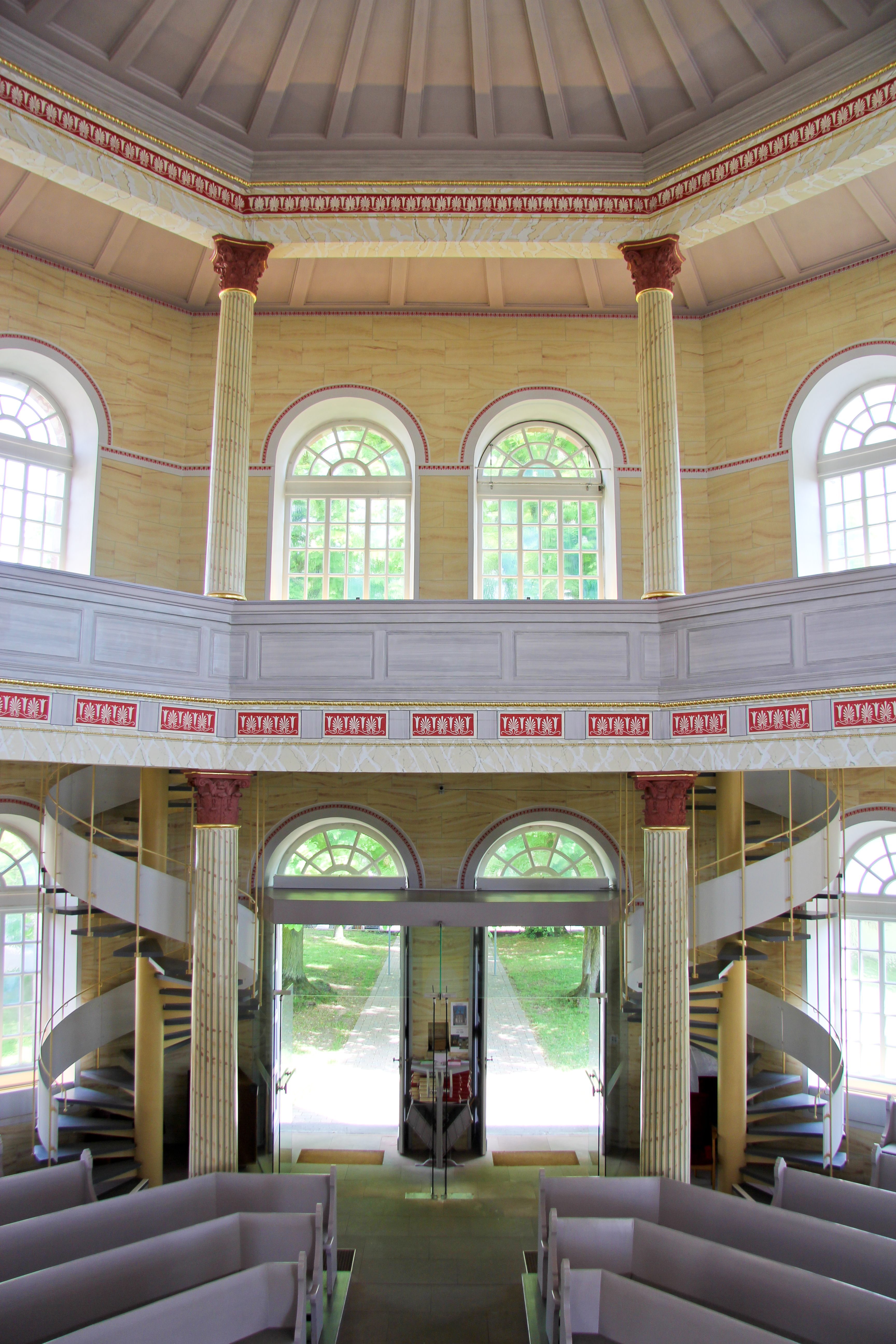
Eingang mit Wendeltreppen

Er ersetzte die geraden Emporentreppen durch zwei Wendeltreppen und den Holz Windfang durch einen aus Glas in Höhe der Eingangstür.
Diese Veränderung des Schinkelplans zugunsten größerer Transparenz und Lichtfülle ist vertretbar, da Schinkel selbst in einer vergleichbaren oktogonalen Kirchenskizze Wendeltreppen vorgesehen hatte.
Die Farbfassung des Innenraums erfolgte in hellen Grautönen und Resedagrün, ergänzt durch Goldleisten und wenige vergoldete Elemente. Zudem wurde eine neue Orgel angeschafft. Die Firma Eule aus Bautzen ersetzte die pneumatische Orgel durch eine moderne Schleifladenorgel. Die Orgel wurde zurückversetzt und machte erstmals einen Durchgang auf der Empore möglich.  Gleichzeitig entfernte man die beiden Türen unterhalb der Kanzel und ersetzte sie durch einen seitlichen Zugang zu dem abgetrennten Raumteil mit der Sakristei.
Zwischen 1979 und 1983 fanden dringende Reparaturen am Dachreiter, an der Außenfassade und an der Drainage statt, die in der Verantwortung des Architekten Christian Spindler lagen.
Von 1987 bis 1988 leitete er dann auch die Renovierungsarbeiten des Innenraums der Kirche. Da die durchgeführten Farbanalysen kein zufriedenstellendes Ergebnis brachten, um sich dem Urzustand der Farbgebung zu nähern, entschloss man sich zu einer Farbgestaltung, die sich an einer farbigen Zeichnung Schinkels orientierte, die er für die Nazarethkirche in Berlin entworfen hatte.
Ausgeführt wurden die Malerarbeiten von dem Kunstmaler Manfred Bleßmann aus Berlin, der dort mit der Ausmalung der Schinkel’schen Nazarethkirche nach den Originalfarbplänen beauftragt gewesen war. Als Grundton der aufgemalten Sandsteinquaderung wurde für die Kirche ein warmes Gelb anstelle von Beige gewählt. Endlich erhielten auch die Säulen die füglich gemalten Kanneluren, die Schinkel zur Kolorierung vorgeschlagen hatte.
2002 wurden unter der Leitung des Dipl.-Ing. Frank Hubig Reparaturen am Dach der Kirche vorgenommen. Dabei waren Maßnahmen gegen Holzschädlinge am Gebälk und der Unterkonstruktion sowie teilweise eine neue Schieferdeckung notwendig. Im Zuge der Überprüfung des Zustandes der Kirche wurde festgestellt, dass eine umfassende Bearbeitung der Sandsteinfassade notwendig sei, aufgrund schädlicher Umwelteinflüsse und ausbesserungsbedürftiger Schäden der Fassade. (www.archi-tech-tur.de/page5.html, aufgerufen Mai 2011)
Im Jahr 2014 erhielt die Kirche eine aufwändige Lichtinstallation, die unauffällig, aber effektiv die Lichtverhältnisse mit Strahlern verbessert und in den Lichtkästen farbige Lichtspiele ermöglicht.

## Baubeschreibung

### Lage
Am steilen Südosthang des Ortes Bischmisheim liegt das waagerecht verlaufende Kirchengrundstück „In den Weiergärten“ an der Kirchstraße, begrenzt von dem Gemeindehaus sowie kleinen umgebauten Bauernhäusern und Gärten. Zur Kirchstraße schließt das Kirchengrundstück mit einer Mauer aus behauenen Sandsteinquadern ab. Von der Straße aus gelangt man über eine Treppe und einen von hohen Kastanien gesäumten Weg zur Kirche im rückwärtigen Teil des Grundstücks. Sie ist nicht geostet: das Kirchenportal liegt im Nordosten, der Kanzelaltar dem Eingang gegenüber im Südwesten.

### Außenbau

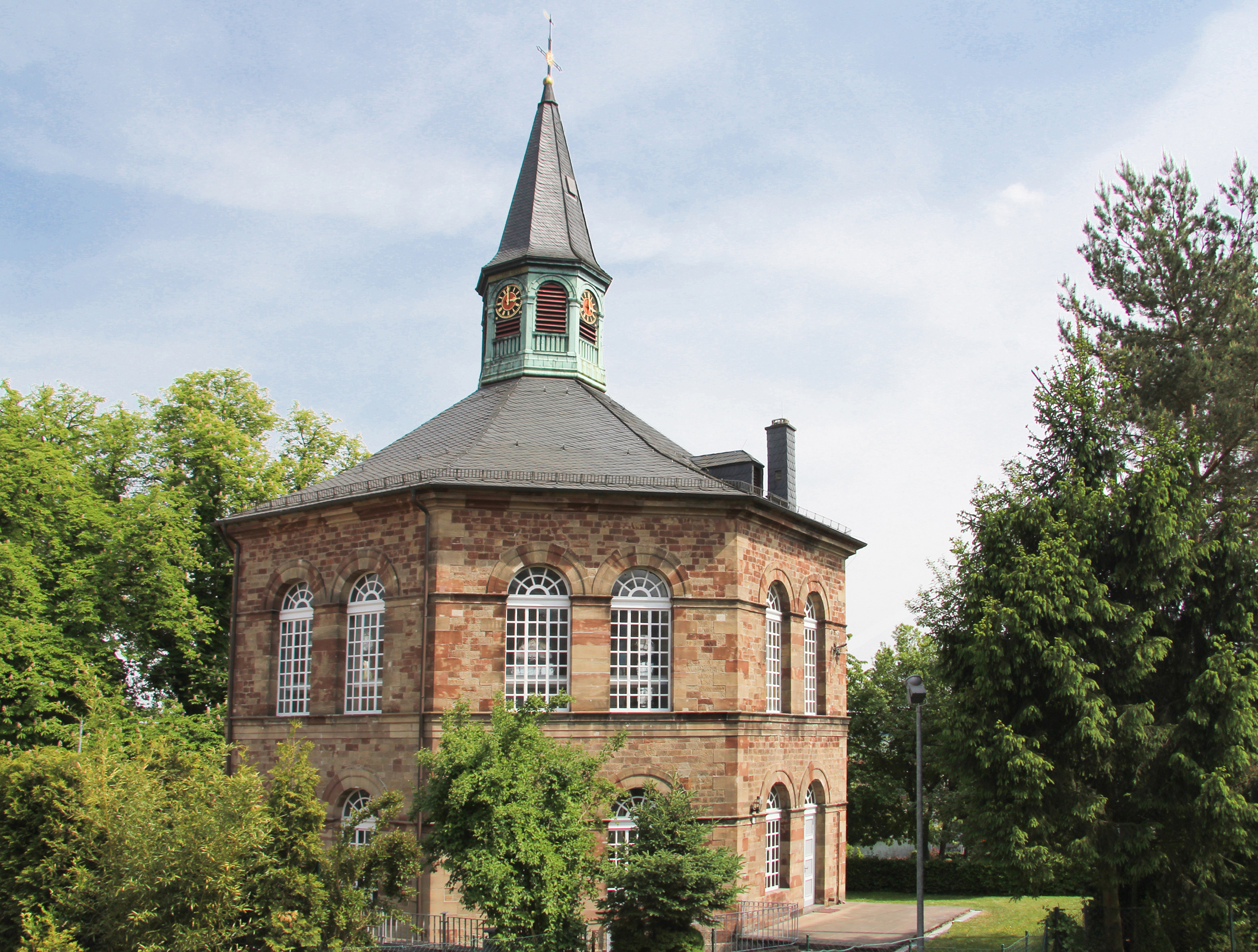
Kirche von Westen, Eingang zur Sakristei

Die zweigeschossige Kirche besitzt einen oktogonalen Grundriss und ist streng symmetrisch. Jede Seite hat je zwei Rundbogenfenster im Erd- und im Obergeschoss.
Der einzige Schmuck besteht aus den den gesamten Bau umlaufenden Gesimsen und einfach profilierten Rundbögen.
Das Gebäude wird von einem Pyramidendach abgeschlossen. In dessen Zentrum erhebt sich ein den Glockenstuhl aufnehmender Dachreiter mit einem spitzen achteckigen Helm. Die Gesamthöhe des Gebäudes von der Sockeloberkante bis zur Helmspitze beträgt 27,5 m. Das Außenmaß liegt in Längs- und Querachse bei 17,88 m. Die Länge einer Oktogonseite beträgt im Mittel 7,42 m oder 23 Preußische Fuß 8 Zoll.
Das Doppelportal auf der Nordostseite ist dem rundbogigen, gekuppelten Fenstersystem angepasst, dem entspricht auf der gegenüberliegenden Seite die Sakristeitür mit einem Fenster.

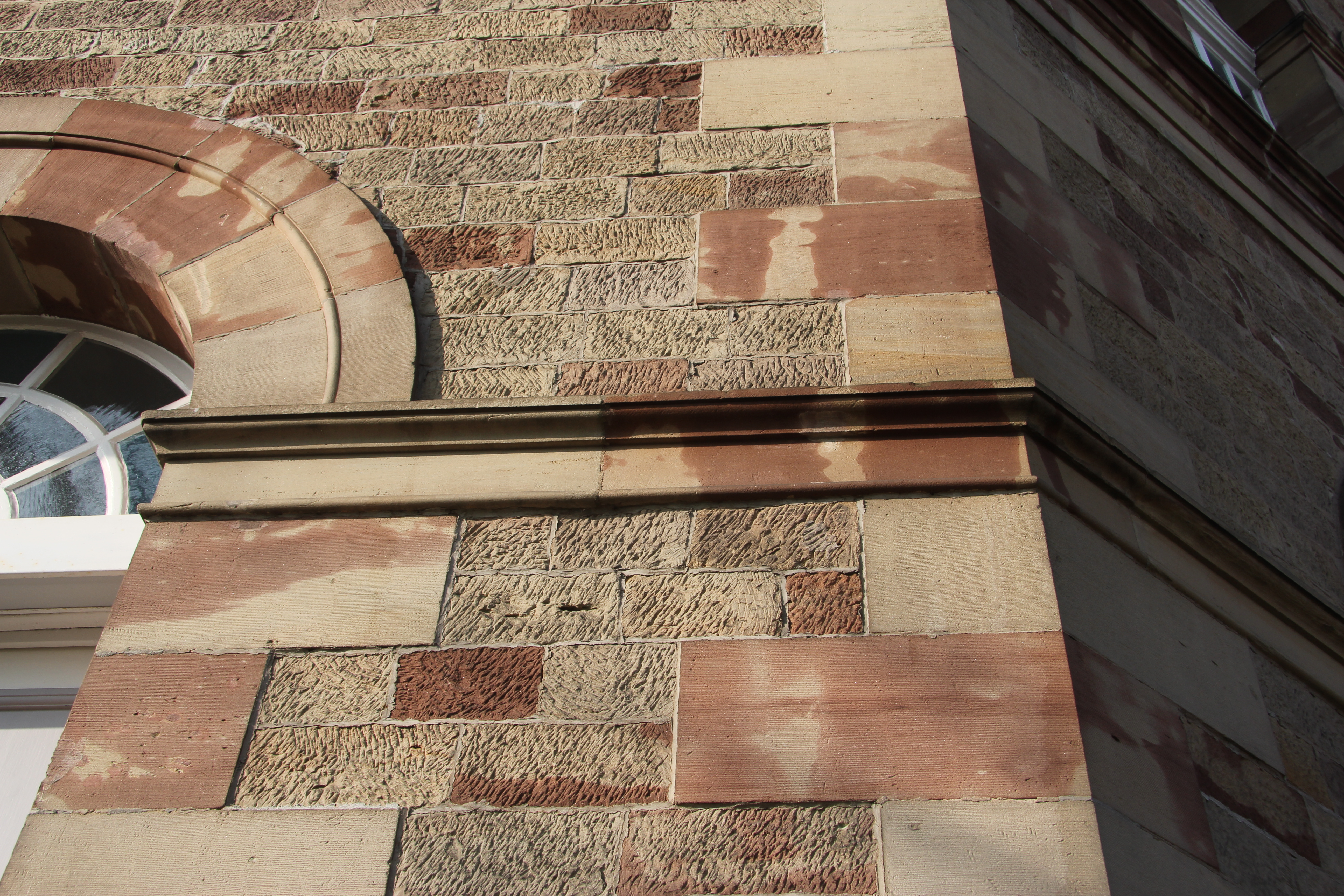
Fassadenstruktur

Der unverputzte Bau besteht aus rötlichem bis ockerfarbenem Sandstein aus der Umgebung. Die Eckbinder, Fenster- und Türeinfassungen sowie die Gesimse sind aus geflächten Sandsteinquadern gearbeitet. Die übrige Mauerfüllung besteht aus gestockten, kleineren Quadersteinen, die die halbe Höhe eines Eckquaders haben und in der Fläche etwas zurückversetzt sind.

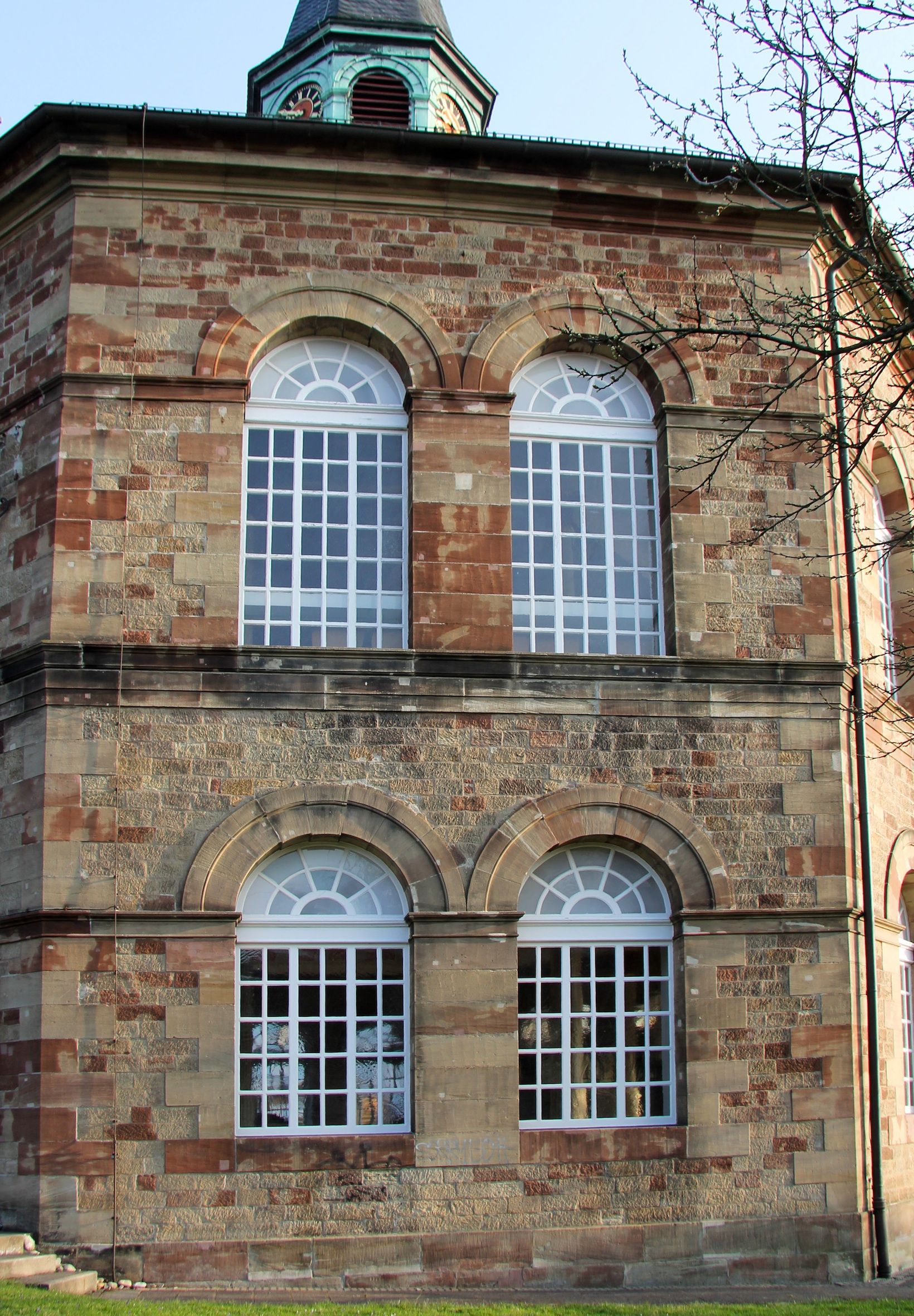
Oktogonseite

In der Horizontalen wird der Bau durch umlaufende Gesimse gegliedert. Außer dem Kranzgesims – dem Abschluss zum Dach – bilden drei weitere Gesimse eine horizontale Gliederung. Ein Sohlbankgesims teilt den Bau in zwei Hälften. Die Mitte der Gebäudehöhe verläuft am unteren Rand des Sohlbankgesimses und markiert gleichzeitig die Fußbodenhöhe der Empore im Innern. Die beiden anderen Gesimse verlaufen als Kämpfergesims in ihrer Profilierung durchgehend, nicht nur im Gemäuer, sondern auch im Holz der Fenster, wodurch sie diese in einen rechteckigen Teil und nach oben in einen Halbkreis teilen. Die Fenster mit kleinteiligen Scheiben in Antikglas, werden jeweils von einem zweistufigen Rundbogen überspannt.
Vor dem Doppelportal führen drei vorgelagerte Basaltstufen auf die Erdgeschossebene. Die kassettierten Doppelflügel des Portals bestehen aus Eichenholz. Es ist wie die Sakristeitür hellgrau mit weiß gerahmten Kassetten gestrichen.
Axial auf der südwestlichen Rückseite des Gebäudes erreicht man den Hintereingang zur Sakristei und zur Orgelempore über ein Podest, unter dem sich der Heizungskeller befindet.
Sowohl das achtteilige Pyramidendach als auch der Helm des Dachreiters sind verschiefert. Der Dachreiter wird durch rundbogige Schallarkaden bestimmt.
Überkreuz sind in vier Arkaden die Zifferblätter der Uhr eingelassen. Den Helmabschluss des Dachreiters bildet eine Kupferspitze mit einer vergoldeten Kugel, aus der ein Kreuz mit einer vergoldeten Sonne und einem Wetterzeiger aufragt.
Die heutigen Glocken stammen von der Firma Mabilon aus Saarburg. Die kleinere Glocke mit Schlagton cis stammt aus dem Jahr 1920, während die größere mit Schlagton ais im Jahr 1953 gegossen wurde.

### Innenraum

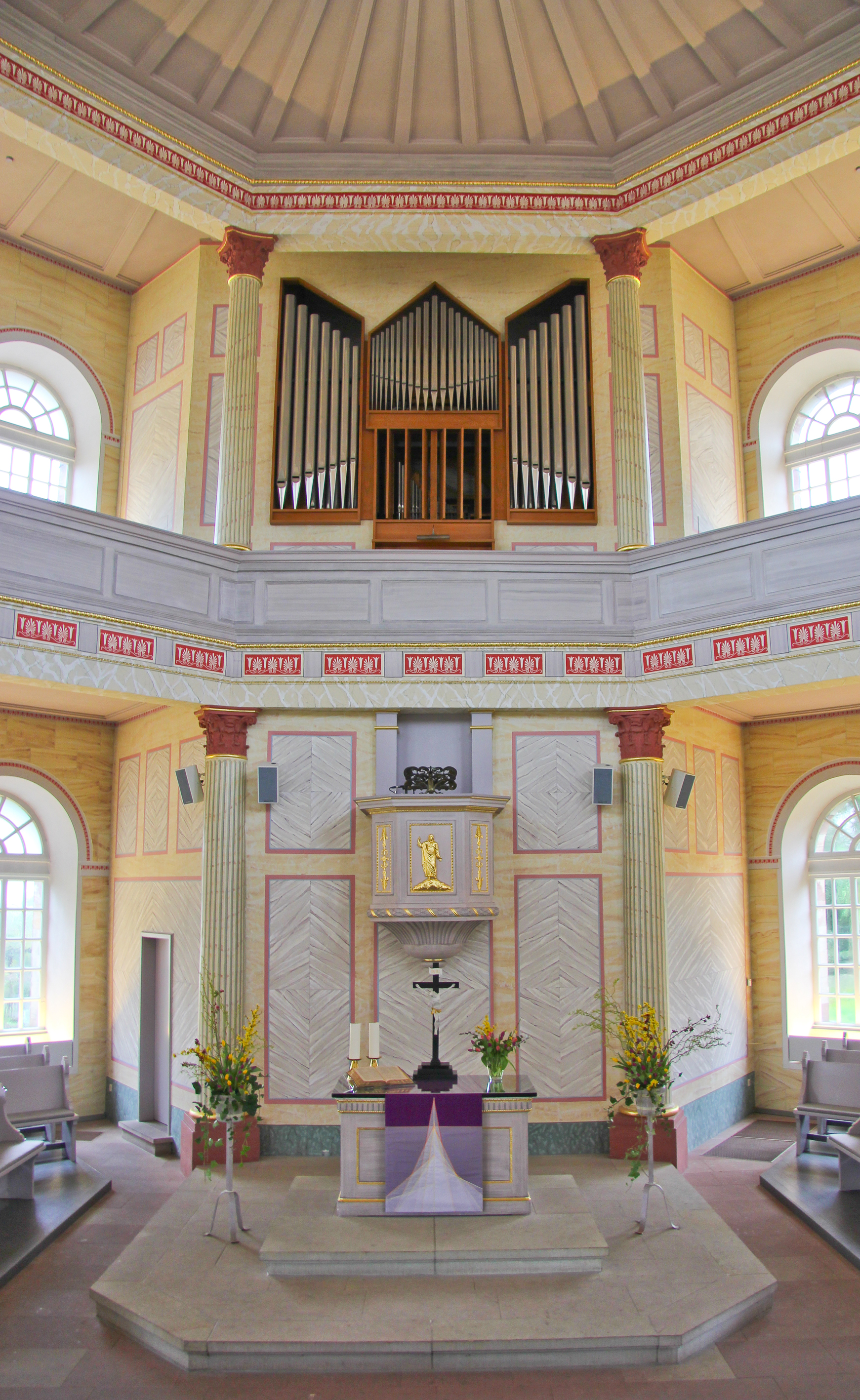
Innenansicht zum Kanzelaltar

Dem oktogonalen Grundriss entspricht auch das Innere der Kirche.
Eine rundum verlaufende, hölzerne Empore wird von acht Säulen getragen, darüber scheinen acht weitere Säulen die Decke zu stützen, sie haben diese statische Funktion nach der Renovierung 1927/29 verloren.
Dem Eingang gegenüber ist eine Seite des Oktogons in den Kirchenraum bis zu den Säulen hineingebaut. Dort befinden sich der Hintereingang, die Sakristei und der Aufgang zur Kanzel und der zur Orgelempore in Form einer gusseisernen Wendeltreppe.
Im Kircheninnenraum finden Kanzel und Altar vor der Wand dieses Raumteils ihren Platz. Darüber steht die Orgel auf der Empore.
Die axiale Anordnung von Altar, Kanzel und Orgel geht auf ein symmetrisches Ordnungsprinzip der protestantischen Kirche der Barockzeit zurück.  Die Kirchenbänke gruppieren sich siebenseitig um den Kanzelaltar.
Am Eingang führt zu beiden Seiten des Glaswindfangs eine offene, mit Holzstufen ausgestattete Wendeltreppe zur Empore. (Foto: Eingang mit Wendeltreppe)
Die hellgrau gestrichene Kirchendecke wird von einem balkenähnlichen Strahlenprofil strukturiert, das von einem achteckigen Zapfen in der Mitte ausgeht.

Die Säulen des Untergeschosses haben einen stärkeren Umfang als jene im Obergeschoss. Der Säulenschaft aller Säulen verjüngt sich nach oben. Sockel und die korinthischen Kapitelle sind in einem abgedunkelten Rot gefasst und mit schmaler Blattgoldfassung abgesetzt. 

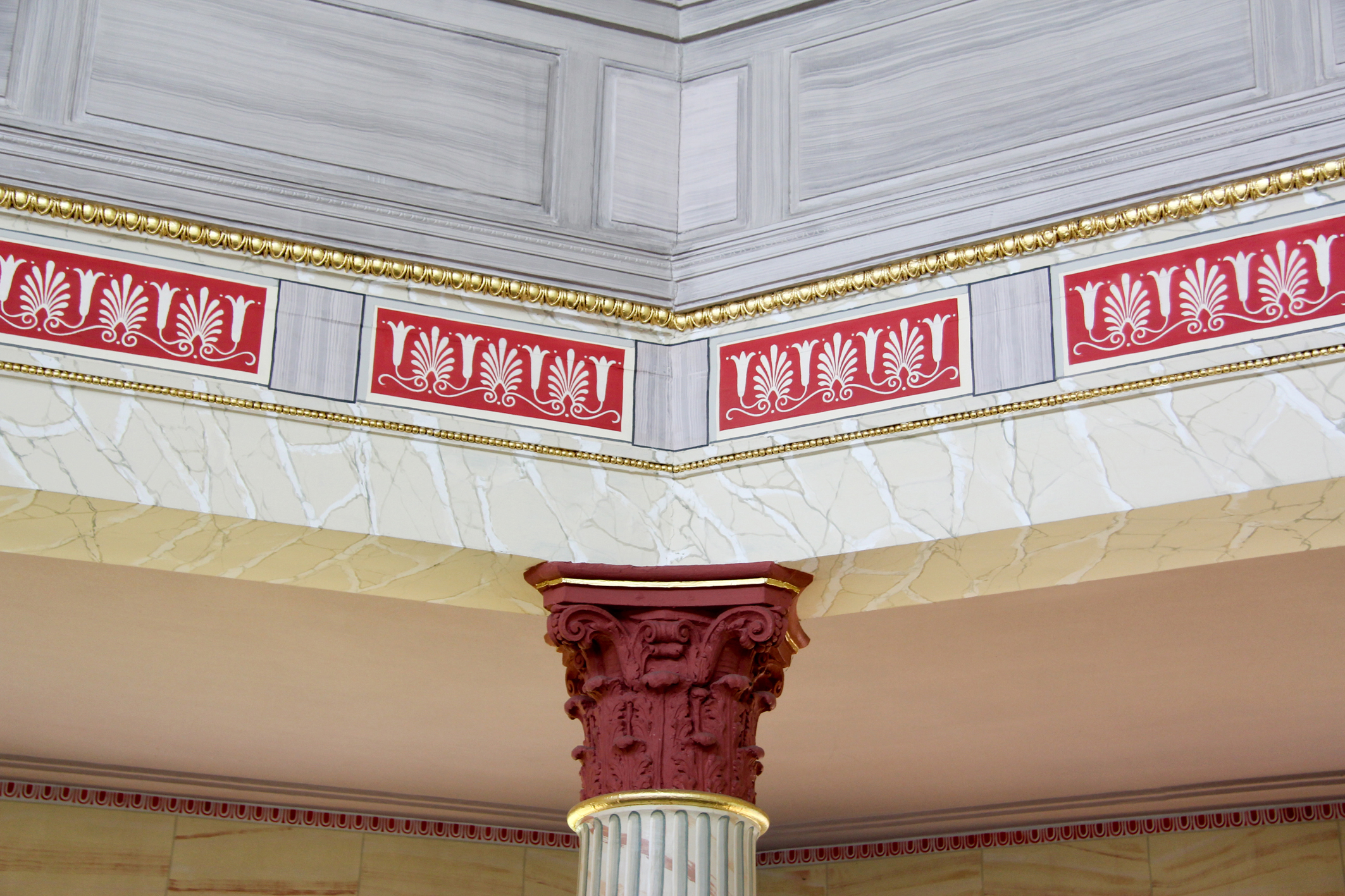
Kapitell, Brüstung

Auf den Säulenschaft sind Kanneluren und Stege aufgemalt. Die Säulen im Erdgeschoss tragen einen Marmor imitierenden Architrav, darüber ein gemaltes Gebälk aus grauen Triglyphen und Metopenfeldern. Ein Metopenfeld wird aus einem antiken Motiv mit Lotosblüten und Palmetten gebildet, cremeweiß auf rotem Grund. Das Gebälk darüber wird von vergoldeten antiken Schmuckleisten gerahmt. Kranzgesims, Triglyphen und Emporenbrüstung weisen eine „mooreichengraue“ Holzstruktur auf.
(Foto: Kapitell, Brüstung)
Auf den Säulen der Empore ruht eine ähnliche Architrav- und Gebälkkonstruktion, hier verläuft das Anthemion-Motiv mit Lotosblüten und Palmetten als Fries.
Die Wände sind in einem hellen, warmen Gelbton gehalten und mit einer Sandsteinquaderung übermalt. Zur Decke werden sie mit einem gemalten Eierstabmotiv, rot auf weißem Grund, abgesetzt. Dieses Motivband folgt den Rundbögen der Fenster und markiert das Kämpfergesims. Damit wird die Außenfassadengestaltung im Innenraum wieder aufgegriffen.
Der Raumteil mit dem Kanzelaltar zeigt farblich eine besondere Gestaltung. Hier sind in die Sandsteinstruktur hellgraue Marmorinkrustationen in einer roten Rahmung aufgemalt. Ein grüner Marmor imitierender Sockel an den drei Wandflächen erzielt im Erdgeschoss eine belebende Wirkung zu dem komplementären Rot der Säulensockel. (Foto: Kanzelaltar)

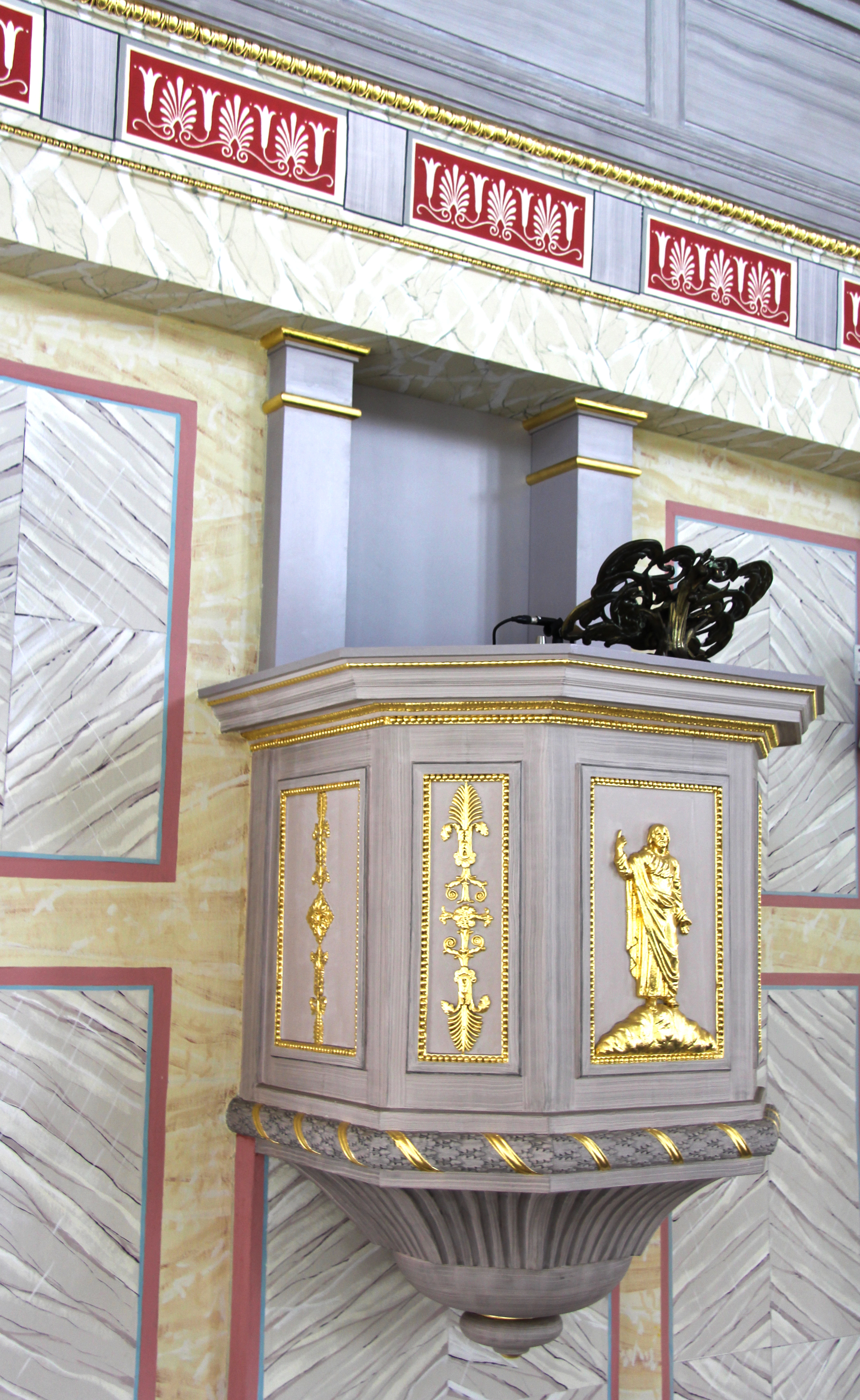
Kanzel

Die Kassetten des 5/8-Kanzelkorbes sind mit vergoldeten Halbreliefs gefüllt. Als Hauptmotiv steht im Zentrum der zum Himmel fahrende Christus auf einer Wolke, seine rechte Hand weist nach oben. Die anderen Felder werden von Arabesken geschmückt. Farblich ist die Kanzel vorwiegend in der vorherrschenden grauen Holzfarbe gefasst, nur einzelne Elemente sind mit Blattgold herausgehoben, wie z. B. ein Schmuckband, das an der Basis der Kanzel einen Wulst aus Eichenlaub umwindet.

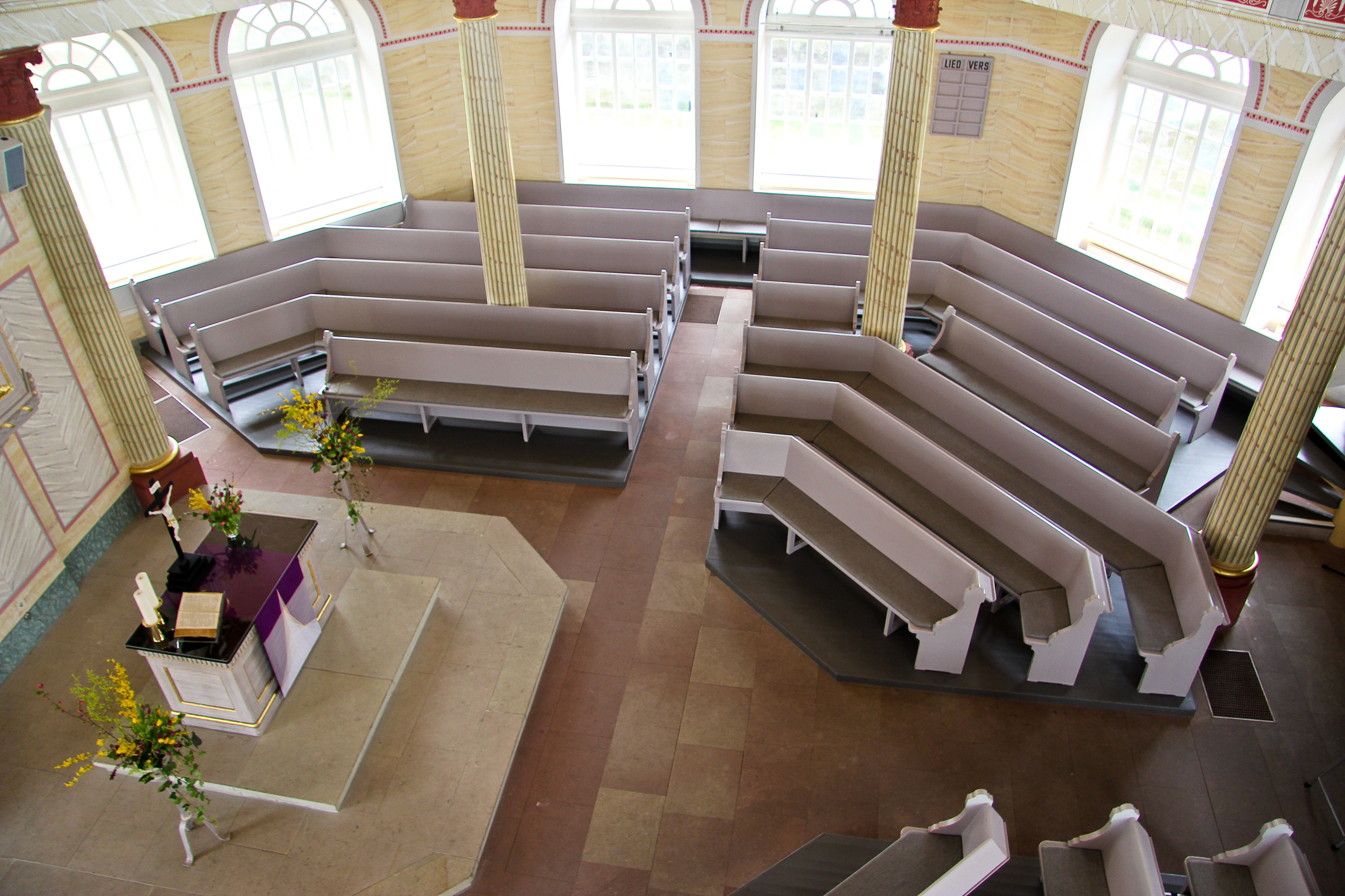
Altar, Kirchenbänke

Der rechteckige Altar aus Eichenholz steht auf einem doppelstufigen Sandsteinpodest und bildet mit der Kanzel eine Einheit. Beide Ausstattungsstücke stammen noch von J. A. Knipper. Auch hier erfolgte die Farbfassung in grauer Holzfarbe mit einzelnen Leistenverzierungen in Blattgold. Die Altarplatte besteht aus dunklem Marmor. Auf dem Altar steht ein Kreuz mit dem Corpus Christi. Das aus der Erbauungszeit stammende gusseiserne Kreuz wurde um den Mittelbau des Kreuzsockels gekürzt. Seitwärts des Kruzifixes sind zwei schlichte moderne Messingkerzenleuchter hinter der Bibel angeordnet. Moderne neue Paramente werden in den liturgischen Farben, gemäß dem Kirchenjahr, vor den Altar und das Lesepult gehängt.
Der dreiteilige Orgelprospekt ist in Nussbaumholz gefasst und erinnert in seiner Form an einen aufgeklappten Flügelaltar.
Schinkels Entwurf des Orgelprospekts – drei halbrunde Elemente mit Orgelpfeifen, die auf einer sich zu einem Knauf verjüngenden Konsole standen – war kleiner und bildete fast eine Bekrönung für die Kanzel. (Foto um 1930)
Die Akustik der Kirche ist sehr gut.

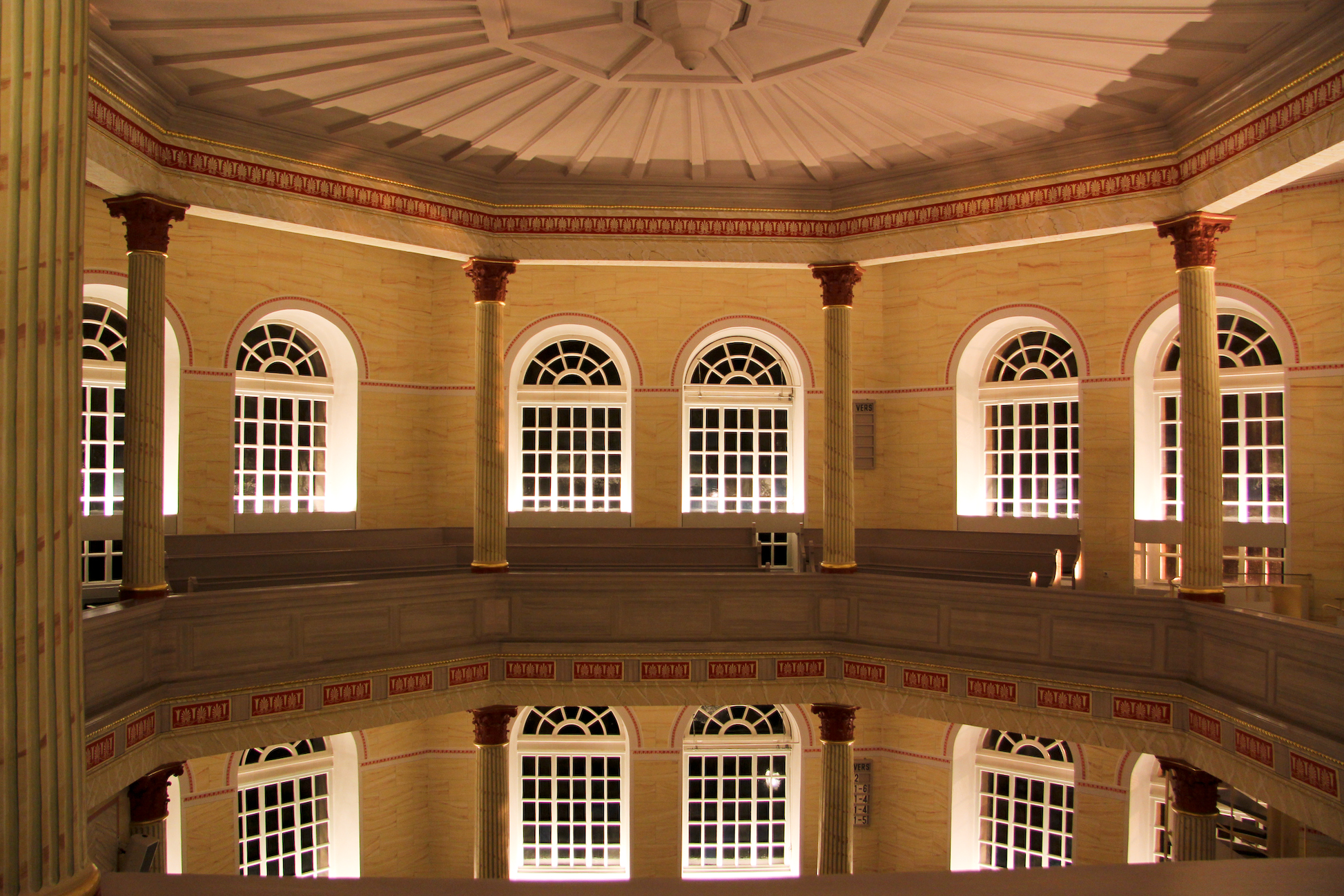
Innenansicht mit erleuchteten Fenstern

Die Beleuchtung des Innenraumes erfolgt indirekt durch Strahler und durch Lichtkästen in jedem Fenster und kann den vorherrschenden Lichtverhältnissen angepasst werden. Damit wird ein Verstellen des Raumeindrucks durch Lichtelemente vermieden.

## Würdigung

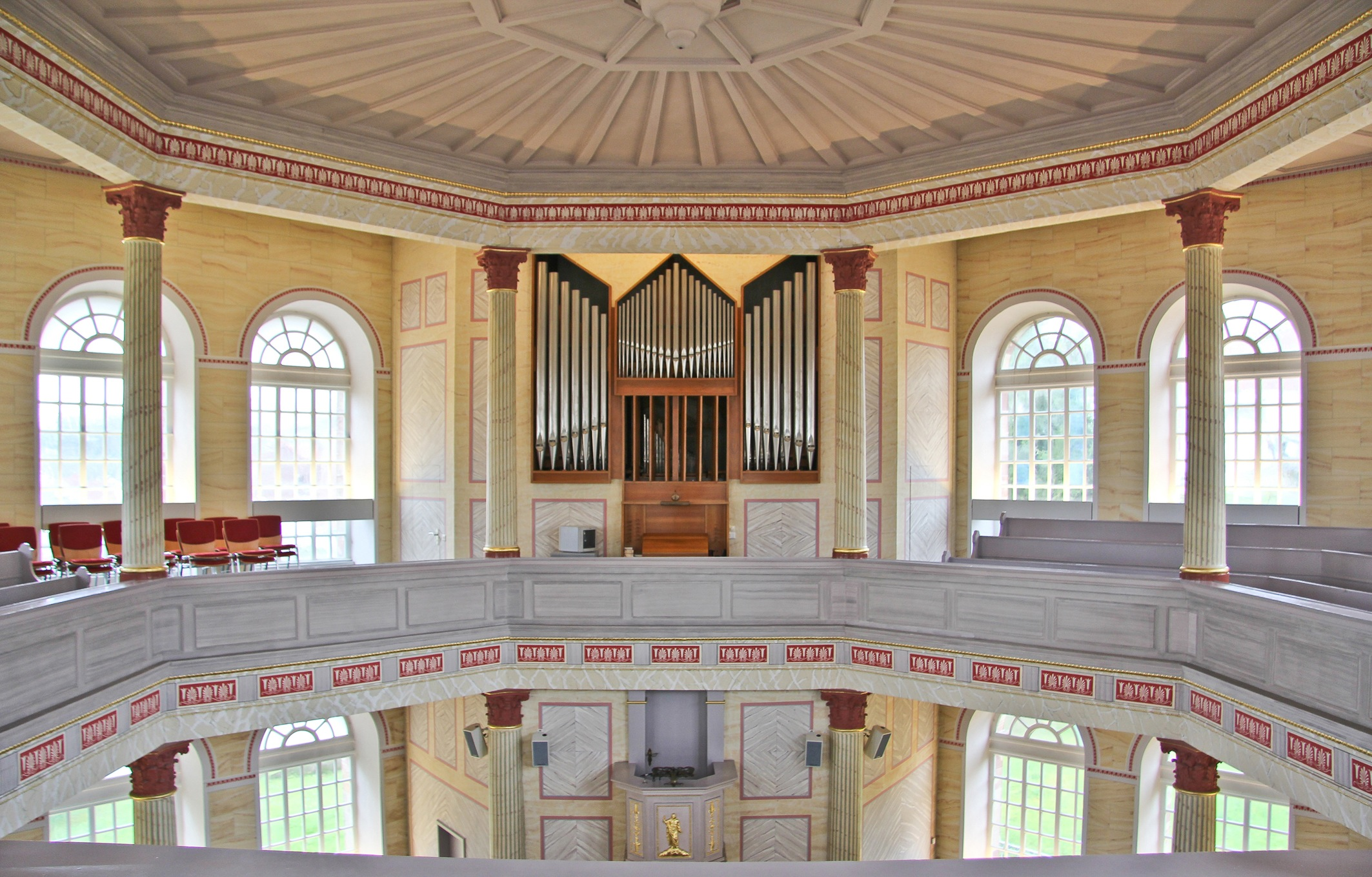
Empore, Orgel, Decke

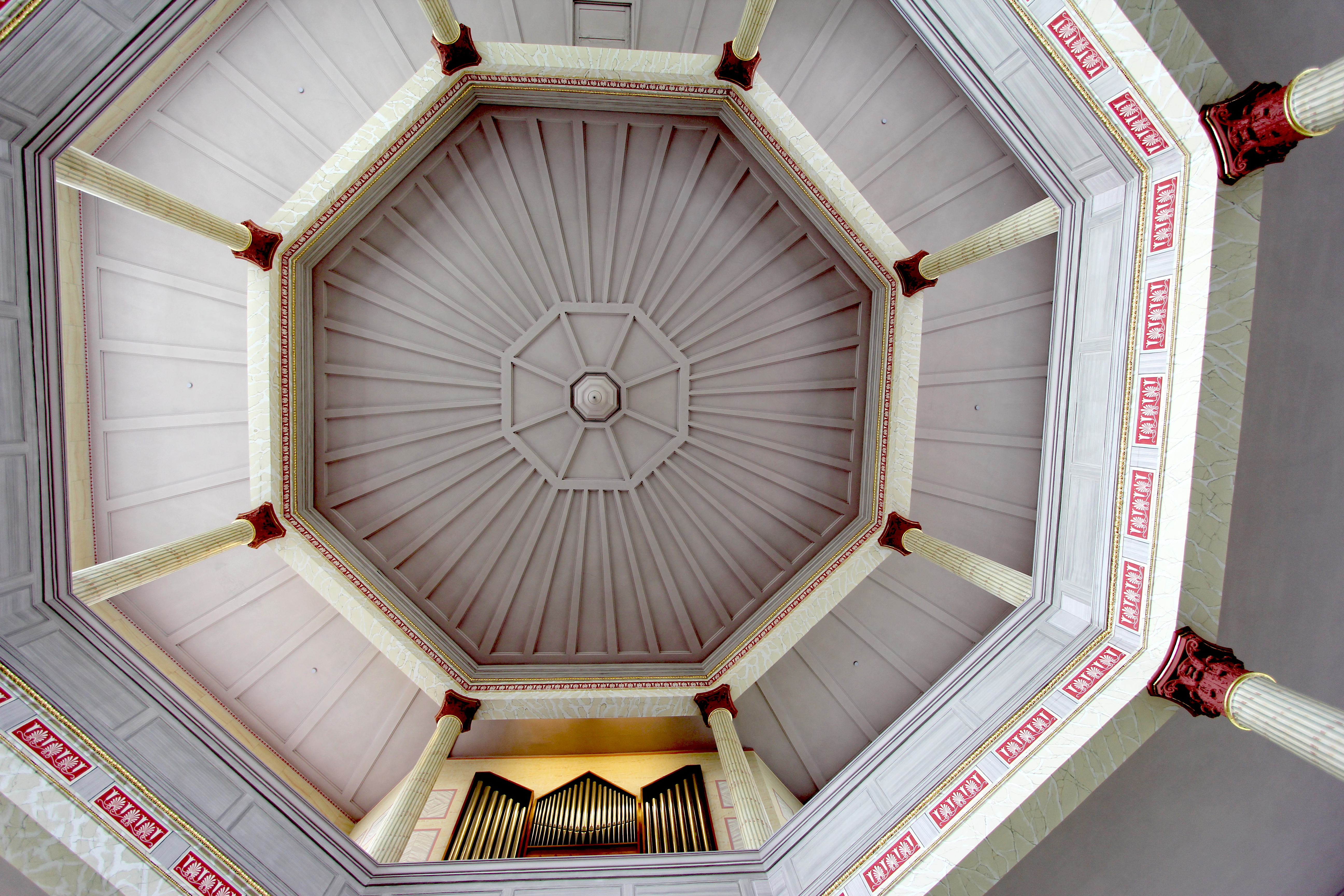
Ansicht zur Decke

Die evangelische Kirche in Bischmisheim ist nicht nur ein wichtiges Bauwerk der preußischen Baukunst des 19. Jahrhunderts, sie ist zugleich eines der ungewöhnlichen von Karl Friedrich Schinkel entworfenen Bauwerke, das nicht nur von ihm geplant, sondern das auch realisiert wurde. Mit dieser Kirche greift er schon im Klassizismus dem sich später im Historismus u. a. von Heinrich Hübsch vielfach angewandten und propagierten Rundbogenstil voraus.
Die Bischmisheimer Kirche entfernte sich im Laufe ihrer Renovierungsgeschichte zunächst von der Schinkel’schen Planung. Seit der Auffindung der Originalpläne von Karl Friedrich Schinkel in der Mitte der 1920er Jahre, wurde sie immer näher und klarer auf den Baugedanken Schinkels zugearbeitet.
In dem Gebäude, wie es sich heute präsentiert, tritt ein Schinkel’sches Gesamtkonzept zutage, das zur Erbauungszeit so nicht hätte verwirklicht werden können, da die finanziellen Möglichkeiten zu jener Zeit nicht vorhanden waren. So bilden z. B. außer der Dachrenovierung, die nachträglich eingebauten Wendeltreppen und die heutige Farbfassung eine Bereicherung im Sinne Schinkels.
Die Bischmisheimer Kirche wird allgemein als harmonisch und schön empfunden. Dies gilt nicht nur für den hellen Innenraum mit seiner warmen und freundlichen Atmosphäre, wofür die großen Fenster und die Farbfassung ausschlaggebend sind, sondern auch für den Baukörper.
Erklärungen für dieses besondere Erscheinungsbild sind u. a. in der Proportionslehre zu finden. Neben dem Ordnungsprinzip der Symmetrie, das in dem gesamten Bauwerk vielfältig zu erkennen ist, findet z. B. die Proportion 2 : 1 aus der Harmonielehre in dem Größenverhältnis der Ecksteinquader, mit 2 Preußischen Fuß Länge, 1 Fuß Breite und 1 Fuß Höhe Anwendung.
Die Proportionen des Goldenen Schnitts sind ein Schema, das in vielen Naturformen vorhanden ist und deshalb von vielen Menschen als wohlgeformt empfunden wird. Sie lassen sich an verschiedenen Bauteilen erkennen, z. B. in dem Verhältnis von Baukörper zu dem Dach bis zur obersten Spitze.
Weiterhin bestimmen klare geometrische Formen den Aufbau: Rechteck, Dreieck, Halbkreis, lineare Elemente und das Achteck. Das Oktogon mit seiner besonderen Form nähert sich dem Kreis an, zu dem es nur eine gering größere Fläche ausweist. Im Gegensatz zu einem Quadrat gleichen Umfangs, ist das Achteck um 20,6 % kleiner, erst recht im Vergleich zu einem Rechteck.
Als ein weiteres Gestaltungsmittel kann die Rhythmisierung einzelner Elemente benannt werden, z. B. durch die horizontale Gliederung der Gesimse, die gekuppelten Fenster, sowie die Verteilung der gekuppelten Rundbogenfenster in zwei übereinander angeordneten Ebenen und in jeder Seite des Gebäudes.
Diese Elemente fügen sich zu jenem harmonischen Gesamtbild, das durch seine klaren Grundformen und ausgewogenen Proportionen eine zeitlose Schönheit ausstrahlt.
Im Erläuterungsschreiben vom 17. Juli 1821 für die Bischmisheimer Kirche – im Gegensatz zu dem eingereichten Plan einer Rechteckkirche mit einem angebauten Turm – gibt Schinkel als Begründung für einen Achteckbau an, dass sie 1/4 weniger Grundfläche, 1/5 weniger Material für das Mauerwerk, 1/4 weniger Dachfläche benötige, der Dachreiter zur Aufnahme der Glocken keinen gesondert gemauerten Unterbau beanspruche und dass durch den Einbau einer Empore, zusätzlicher Platz geschaffen werde, wobei es somit mehr Plätze gebe, die der Kanzel näher seien und damit der Prediger besser zu sehen und zu hören sei.
So hat Schinkel für seinen in dieser Region ungewöhnlichen Kirchenbau vor allem ökonomische Gründe aufgezeigt, also Kostenersparnis. Liturgisch-religiöse Gründe wurden angesprochen mit der Anordnung der Gemeinde um die Kanzel, da in der evangelischen Liturgie die Predigt im Vordergrund des Gottesdienstes steht. Ästhetische Gründe führt Schinkel mit dem Achteckbau an, dessen Mitte der Turm in gleicher Form seine Spitze krönt, was dem „Ganzen etwas ganz in sich Abgeschlossenes giebt“.
Auf diesen Kriterien, die ihre Gültigkeit nicht verloren haben, beruht die Aussage, dass das Oktogon in Bischmisheim Schinkels Idealbau einer evangelischen Dorfkirche darstellt, eine Aussage, die bis heute aktuell ist.
Sie stellt den ausgereiftesten Entwurf für eine evangelische Dorfkirche in Schinkels Werk dar, der nicht fortgeführt werden konnte, weil aufgrund eines Regulativs des Königs Friedrich Wilhelm III., als „summus episcopus“ (oberster Kirchenherr) das verhindert wurde, da er ab 1827 nur noch Langhauskirchenbauten zuließ.
Somit hatte der andersgeartete Typus des oktogonalen Kirchengebäudes nach Schinkels Entwürfen zwangsläufig seinen Höhe- und Endpunkt erreicht.

## Orgel
Die zweimanualige Orgel stammt aus der Werkstatt Hermann Eule Orgelbau aus Bautzen und wurde 1968 erbaut. Das Instrument besitzt Schleifladen und mechanische Trakturen. Die Disposition lautet wie folgt:
| I Hauptwerk C–g3 |    |
| Rohrflöte        | 8′ |
| Prinzipal        | 4′ |
| Holzflöte        | 4′ |
| Spitzflöte       | 2′ |
| Sesquialter II   |    |
| Mixtur IV        |    |

| II Brustwerk (schwellbar) C–g3 |     |
| Gedackt                        | 8′  |
| Rohrpommer                     | 4′  |
| Prinzipal                      | 2′  |
| Sifflöte                       | 1⅓′ |
| Zimbel III                     |     |
| Tremulant                      |     |

| Pedal C–f1 |     |
| Subbass    | 16′ |
| Flötenbass | 8′  |
| Dolkan     | 4′  |
| Fagott     | 16′ |

- Koppeln: II/I, I/P, II/P